# Kościół św. Floriana w Białymstoku
Kościół świętego Floriana w Białymstoku – rzymskokatolicki kościół parafialny należący do parafii pod tym samym wezwaniem (dekanat Białystok - Bacieczki archidiecezji białostockiej).
Budowa świątyni według projektu inżyniera architekta Andrzeja Nowakowskiego została rozpoczęta w 2011 roku. Jest to budowla trzynawowa, z cegły, posiadająca jedną wieżę po stronie fasady. Aktu poświęcenia i wmurowania kamienia węgielnego dokonał w dniu 14 października 2012 roku arcybiskup Edward Ozorowski. Prace budowlane postępowały tak szybko, że w latach 2013-2014 wykonano już sklepienie świątyni, natomiast w 2014 roku zostało sporządzone pokrycie dachowe.